# Sveta Katarina
Sveta Katarina is een plaats in de gemeente Pićan in de Kroatische provincie Istrië. De plaats telt 359 inwoners (2001).